# Epanaphe clara
Epanaphe clara är en fjärilsart som beskrevs av Holland. Epanaphe clara ingår i släktet Epanaphe och familjen tandspinnare. Inga underarter finns listade i Catalogue of Life.